# Монте Кристо (филм из 1922)
Монте Кристо (енгл. Monte Cristo) је амерички неми драмски филм из 1922. године, режисера Емета Џ. Флина. Заснован је на роману Гроф Монте Кристо Александра Диме, који је касније за позориште адаптирао Чарлс Фехтер, а сценарио је написао Бернард Маконвил. Џон Гилберт глуми насловног јунака Едмонда Дантеса, док Естел Тејлор тумачи главну женску улогу.
Филм је дуго био сматран изгубљеним, све док једна копија није пронађена у Чешкој Републици. Касније је издат на DVD формату, заједно са филмом Барделис Величанствени, у коме је Гилберт такође имао главну улогу.

## Радња
Едмонда Дантеса лажно оптужују они љубоморни на његову срећу и он бива осуђен да проведе остатак живота у озлоглашеном острвском затвору, Ифској тврђави. Тамо упознаје опата Фарију, за кога сви верују да је луд. Фарија говори Дантесу о фантастичном благу сакривеном на малом острву Монте Кристо, за које само он зна где се налази. После много година у затвору, стари Фарија умире, а Дантес успева да побегне. Сада слободан, Дантес мора да пронађе благо за које му је Фарија рекао, како би могао да искористи новопронађено богатство да се освети онима који су му нанели неправду.

## Улоге
| Глумац              | Улога                               |
| ------------------- | ----------------------------------- |
| Џон Гилберт         | Едмонд Дантес, гроф од Монте Криста |
| Естел Тејлор        | Мерседес, грофица од Морсерфа       |
| Роберт Маким        | Вилфор                              |
| Вилијам В. Монг     | Кадрус                              |
| Вирџинија Браун Фер | Хајдеја                             |
| Џорџ Сигман         | Луиђи Вампа                         |
| Спотисвуд Ејткен    | опат Фарија                         |
| Ралф Клонингер      | Фернанд Мондего, гроф од Морсерфа   |
| Алберт Приско       | барон Данглар                       |
| Ал В. Филсон        | Морел                               |
| Хари Лонсдејл       | Дантесов отац                       |
| Френсис Макдоналд   | Бенедето                            |
| Мод Џорџ            | бароница Данглар                    |
| Рене Адоре          | Ежени Данглар                       |
| Гастон Глас         | Албер од Морсерфа                   |